# Paa sternosignata
Paa sternosignata és una espècie de granota que viu a l'Afganistan, el Pakistan i, possiblement també, a l'Índia.
Està amenaçada d'extinció per la pèrdua del seu hàbitat natural.